# Kisspeptine
La kisspeptine, ou métastine est un neuropeptide codé par le gène KISS1 qui se lie au récepteur KISS1R (ou GPR54). La kisspeptine joue un rôle clé dans la mise en place de la puberté ainsi que dans la régulation de la reproduction.

## Historique
Le gène KISS-1 a été isolé en 1996 à partir de cellules cancéreuses. A l'origine, il a été identifié comme un suppresseur du potentiel métastatique des mélanome malin.
La dénomination « kisspeptine » fait référence aux chocolats « Hershey Kisses » (baisers d'Hershey) spécialité de la ville de Pennsylvanie, Hershey d'où provient l'équipe ayant fait cette découverte.
La kisspeptine est aussi connue sous le nom de "métastatine", terme qui reflète sa fonction capacité à empêcher la formation de métastases.
Les protéines encodées par le gène KISS-1 ont été extraites pour la première fois en 2001 à partir d'un placenta humain.

## Gène
Le gène KISS-1 est situé sur le bras long du chromosome 1 humain (1q32). Il est constitué de 4 exons.
Le site d'initiation de la transcription (TSS) se situe entre 156 et 153 paires de bases avant le site ATG.
Le promoteur du gène est riche en éléments GC  qui servent de sites de liaison pour la famille de protéines Sp1. Tandis que Sp1 active la transcription, Sp3 la réprime. Les éléments GC sont des cibles de l'expression de KISS-1 induite par les œstrogènes. D'autres régulateurs de KISS-1 incluent le facteur de transcription 1 (TTF1), le facteur de développement de l'ectoderme (EED) et la protéine Chromobox homologue 7 (CBX7).
Tandis que les exons 1 et 2 ne codent pour aucune protéine, les exons 3 et 4 sont partiellement traduits en un peptide précurseur.
L'ARNm de Kiss1 se trouve spécifiquement dans les cellules de la granulosa.

## Protéine
Les kisspeptines sont un groupe de peptides appartenant à la famille des RFamides qui est caracterisé par un motif carboxy-terminal commun d'arginine (R) et de phénylalanine amidée (F). La région C-terminale des kisspeptines contient le motif Arg-Phe-NH2 qui est essentiel pour la liaison au récepteur KISS1R.
Chez l'homme le précurseur de la kisspeptine est un peptide de 145 acides aminés. Ce précurseur contient  un peptide signal de 19 KDa, deux sites potentiels de clivage dibasique (aux acides aminés 57 et 67), et un site de clivage terminal et d'amidation (aux acides aminés 121-124). La protéolyse de ce précurseur génère, la kisspeptine-14, la kisspeptine-13 et la kisspeptine-10. Tous ces peptides, partagent la même région COOH-terminale se liant au récepteur.

### Localisation
La kisspeptine est présente dans les régions limbiques et paralimbiques du cerveau, incluant les zones extra-hypothalamiques. Elle est également exprimée dans le placenta, le pancréas, l'ovaire et le foie dans les zones périphériques.

## Récepteur
Le récepteur de la kisspeptine a été cloné pour la première fois en 1999 dans le cerveau du rat. KISS1R (ou GPR54) est un récepteur à sept domaines transmembranaires, couplé à Gq/11.

### Fonctionnement
La liaison de la kisspeptine à son récepteur, active la phospholipase C (PLC) conduisant à la conversion  du bisphosphate de phosphatidylinositol (PIP2) en inositol 1,4,5-trisphosphate (IP3)et induisant la mobilisation de Ca2+ à partir des réserves intracellulaires.
L'augmentation du Ca2+ intracellulaire entraîne des changements dans la perméabilité des canaux ioniques (par exemple, par le blocage des canaux K), provoquant ainsi des réponses de dépolarisation. L'augmentation de l'hydrolyse du PIP2 entraîne la formation de diacylglycérol (DAG) et, par conséquent, l'activation de la protéine kinase C (PKC), qui induit la phosphorylation des MAP kinases, telles que ERK1/2 et p38.
L'activation de KISS1R recrute les arrestines-1 et -2, qui modulent la signalisation du récepteur. Alors que l'arrestine-1 diminue la phosphorylation ERK médiée par KISS1R, l'arrestine-2 l'augmente,.

### Localisation
Chez l'homme KISS1R est fortement exprimé dans le placenta, l'hypophyse, le pancréas et la moelle épinière, ce qui suggère un rôle important dans la régulation de la fonction endocrinienne ,.
L'expression du récepteur de la kisspeptine a également été  détectée dans le cortex cérébral, le thalamus, le pons-médulla et le cervelet mais aussi dans l'aorte, l'artère coronaire et la veine ombilicale

## Rôles
La kisspeptine joue un rôle central dans la régulation de plusieurs processus physiologiques cruciaux, particulièrement dans la reproduction, mais aussi dans d'autres fonctions comme la régulation de l'énergie et la maturation sexuelle.
Chez la femme, elle stimule le relargage de LH en phase pré-ovulatoire. Elle stimule la production de testostérone.
Elle est responsable également de la pulsatilité de la sécrétion de GnRH. La kisspeptine étant inhibée par la prolactine, une hyperprolactinémie entraîne une baisse des hormones FSH et LH par cette voie.

### Comportements sexuels
La kisspeptine joue un rôle dans la modulation des comportements sexuels.
Chez la souris femelle, la réceptivité aux phéromones de potentiels partenaires et l'induction de postures favorables à l'accouplement sont contrôlé par des neurones à kisspeptine.
Chez l'humain, il a été montré que l'injection de kisspeptine augmente l'activité limbique à la vue de photographie de couple s'enlaçant, de façon sexuelle ou non.

### Régulation de la reproduction
La kisspeptine est un régulateur clé de l'axe hypothalamo-hypophyso-gonadique (HHG), essentiel pour la reproduction. Elle stimule la sécrétion de l'hormone de libération des gonadotrophines (GnRH) par l'hypothalamus. La GnRH induit ensuite la libération des hormones lutéinisante (LH) et folliculo-stimulante (FSH) par l'antéhypophyse, qui sont vitales pour la gamétogenèse et la stéroïdogenèse ovarienne et testiculaire.

### Induction de la puberté
La kisspeptine joue un rôle crucial dans le déclenchement de la puberté. Des niveaux élevés de kisspeptine sont observés pendant cette phase de la vie, suggérant son rôle dans l'initiation des processus de maturation sexuelle en augmentant la sécrétion de GnRH
Elle intervient dans la régulation de la sécrétion en GnRH, augmentant la libération de cette dernière qui rétroagit en jouant sur la concentration en ARN messager de KISS1. Par ce biais, cette protéine jouerait un rôle dans le déclenchement de la puberté.

### Autre
La kisspeptine inhibe la formation de métastases des mélanomes et des cancers du sein.
La kisspeptine exerce également un effet vasoconstricteur.
Des études indiquent que la kisspeptine pourrait aussi influencer le métabolisme énergétique. Par exemple, elle a été liée à la régulation de l'appétit et du poids corporel, intégrant des signaux métaboliques et reproductifs.

## En médecine
Une mutation du gène entraîne une forme rare d'hypogonadisme hypogonadotrophique.
Son utilisation en tant que médicament est en cours de test : en injection, elle induit une maturation ovulaire qui pourrait faciliter les fécondations in vitro.